# Кренево (Опочецкий район)
Кренево — деревня в Опочецком районе Псковской области России. Входит в состав Макушинской волости Опочецкого района.
Расположена в 28 км к юго-западу от города Опочка, на берегу реки Исса.
Численность населения по состоянию на 2000 год составляла 51 житель, на 2012 год — 20 жителей.
До 2006 года входила в состав Петровской волости с центром в д. Макушино.